# 海珠湖

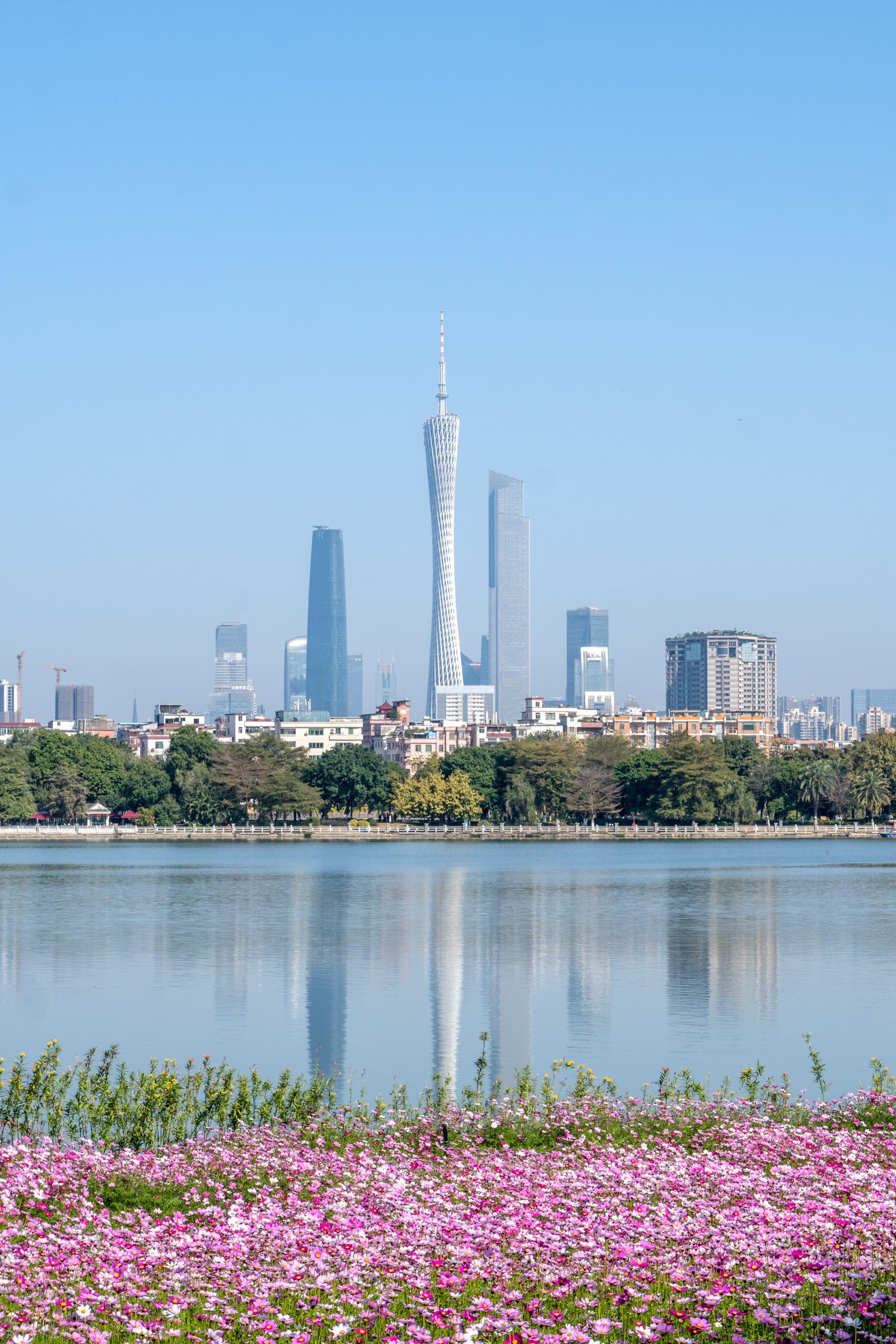
从海珠湖南岸遥望北面的珠江新城

海珠湖是位于广州市海珠区的一片湖泊，是海珠湿地公园的一部分，与珠江及石榴岗河、大围涌、大塘涌、上冲涌、杨湾涌和西碌涌六条河涌相连，原为“海珠雨洪调蓄区工程”，是广州市首个与水利工程结合的大型生态项目，2010年3月29日，海珠湖开工建设，2011年9月1日正式对公众开放。海珠湖在广州新中轴上占据着重要的生态地位，具有供给水资源、调节气候和促进文化旅游的功能。
公园面积2248.3亩，其中湖心区1422.6亩（水面面积795亩，陆地面积627.6亩），可以租单车游览。部分湖面有弯弯曲曲的小木桥，桥边可以欣赏荷花。公园亦提供电瓶车游览服务。
公园里面沿湖修建了沥青路，可供公共单车和园区职员骑行。